# Костел Відвідання Марії і монастир кармелітів взутих (Львів)

Костел і монастир кармелітів на панорамі Львова Франсуа Пернера 1772

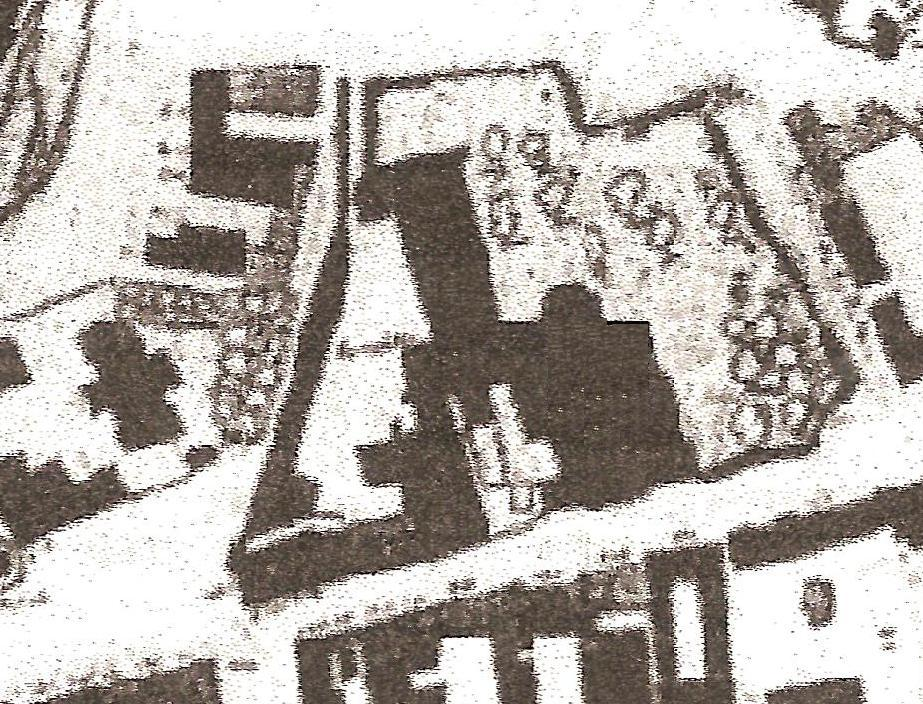
Фортифікації монастиря на плані 1777 фон Губера

В'язниця «Кармеліти» на малюнку Л. Скшишевського. 1863

Костел Відвідання Марії і монастир кармелітів узутих (Львів) — один з втрачених храмів Львова. Знаходився на вулиці Князя Романа 1-3. На місці монастиря постав житловий квартал поміж площами Галицькою, Соборною, вулицями Князя Романа, Івана Франка, Володимира Шухевича. Інший варіант назви костелу — святого Леонарда.

## Відомості
Перші два ченці-кармеліти взуті прибули до Львова 1444 року, коли в час походу король Владислав III пропав безвісти після битви з турками під Варною. Намісник короля Ян з Чижова (краківський каштелян) дав кошти на закладення каплиці св. Леонарда з Ліможу (покровителя полонених) задля моління про повернення короля і обіцяв, що врятований король дасть дозвіл і кошти на будівництво монастиря. Поразка підштовхнула до нападів на українські землі татар, які незабаром підійшли до Львова і понищили передмістя. Тоді ченці загинули, а каплиця була спалена.
Вдруге закласти монастир кармелітів взутих спробував латинський архієпископ Львова Ян Димітр Соліковський, але магістрат не дав згоди закласти його при костелі Марії Сніжної (1599). Гончар Войцех Макух подарував ченцям 1614-го свій дім і «ґрунт» під будівництво навпроти Галицької брами, де неподалік була закладена каплиця святого Леонарда. Кошти на будівництво надав генеральний руський староста (львівський) староста Станіслав Боніфацій Мнішех — син Єжи Мнішека і брат Марини Мнішек. Наріжний камінь костелу святого Леонарда освятив архієпископ РКЦ Ян Анджей Прухніцький (1619). Через 5 років магістрат дозволив ченцям докупити ґрунти для будівництва монастиря з умовою звести муровані будівлі лише після будівництва фортифікацій. Монастир обвели муром, ровом з валом, які увійшли до системи міських фортифікацій. Та в час облоги Львова 9 жовтня 1648 монастир взяли приступом козаки Богдана Хмельницького. Під час штурму дерев'яний костел і монастир згоріли.
Відновлені будівлі знову згоріли при облозі міста 1655 року. Кармеліти взуті отримали кошти для відновлення монастиря у 1720-х роках. Мурований костел присвятили святу Відвідання Марії (лат. Visitatio Mariae). Також мурованими були будівлі монастиря, який був головним конвентом Руської провінції ордену і де перебувало 52 ченці. Барські конфедерати 1769 декілька разів спробували захопити Львів через Галицьку браму. Костел і монастир значно потерпіли від артилерійського обстрілу з сторони міста і пожежі передмістя, підпаленого конфедератами при відступі. Зокрема згоріла вежа костелу з годинником фундації Йоанни Яблоновської. Монастир 1784 року австрійці закрили. Костел був парафіяльним у 1786—1789 роках, після чого парафію перенесли до костелу св. Андрія бернардинців. Ченці перевезли літургічне начиння, вівтарі до свого костелу в Милятині неподалік Буська. У будівлях монастиря відкрили фабрику шовкових тканин, яка збанкрутувала. Потім тут знаходились казарми, а на початку XIX ст. відкрили в'язницю (в ній утримували Івана Франка, 1877—1878). Костел використовували як склад, а з 1870-х років тут вправлялись львівські пожежники. Костел і частину будівель монастиря почали розбирати 1876 року, а 1889 закрили в'язницю. На місці костелу Франциска Сковрона збудували за проектом будівлю Вищого Суду Галичини, звану Палацом Правосуддя (1891—1895). Серед кварталу збереглось крило монастиря, яке використовували для потреб суду. Після 1945 року будівлю суду передали війську, від якого вона дісталась військовій кафедрі ЛПІ. На місці монастирського саду спорудили будівлю 3-ї гімназії ім. Франца Йосифа І за проектом Юліуша Гохберґера (1876).